# HMS Kent (1901)
Pour les autres navires du même nom, voir HMS Kent.
Le HMS Kent est un croiseur cuirassé britannique de la classe Monmouth déplaçant 9 800 tonnes. Il est lancé en 1901, équipé de lourds canons de 6 pouces. Il est envoyé à la casse en juin 1920.

## Service

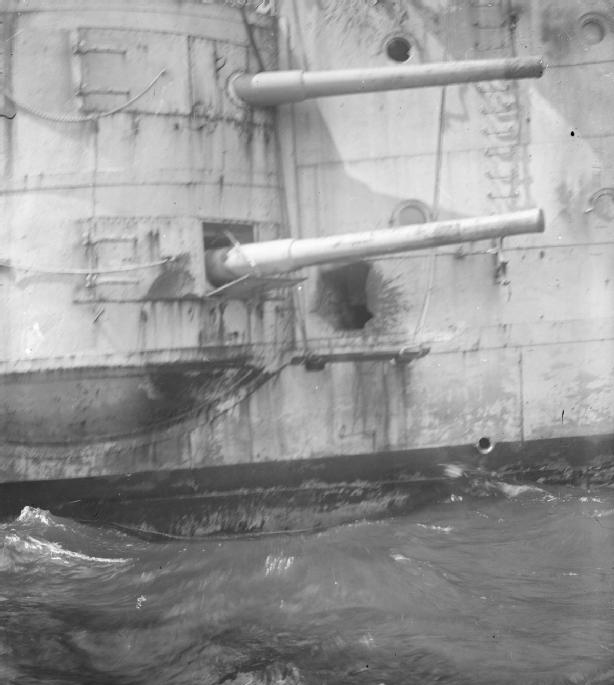
Canons du HMS Kent.

Le HMS Kent est mis sur cale à Portsmouth le 12 février 1900, et est lancé le 6 mars 1901 (avec un jour de retard en raison de la météo). Il est baptisé par Lady Hotham, épouse de l'amiral Sir Charles Frederick Hotham, commandant de la base de Portsmouth.
Il part en Chine où il opère entre 1906 et 1913.
À la suite du déclenchement de la Première Guerre mondiale, le Kent est envoyé aux îles Falklands où, sous le commandement d'Arthur Bedford, il participe à la bataille des Falklands et coule le croiseur léger allemand SMS Nürnberg. Pendant l'action, ses pavillons sont endommagés - de nouveaux lui sont remis le 8 décembre 1915 (date anniversaire de la bataille des Falklands)..
En mars 1915, le navire est de nouveau en Chine. Le 21 mars 1915, il est présent à la bataille de Mas a Tierra lorsque le croiseur allemand SMS Dresden est sabordé à Cumberland Bay dans les îles Juan Fernandez, dans le Pacifique.
Le Kent regagne le Royaume-Uni en mai 1915 avant d'être affecté au cap de Bonne-Espérance en 1916. En juin 1918, il est transféré dans la Manche pour escorter des convois. Le 4 juin, alors que lui et cinq destroyers escortent le RMS Durham Castle et le Kenilworth Castle (deux bateaux de l'Union-Castle Line en provenance d'Afrique du Sud) ce dernier entre en collision avec le destroyer HMS Rival en essayant d'éviter le HMS Kent qui fonçait sur lui.
En juillet 1918, il gagne de nouveau la Chine. Il est ensuite envoyé à Vladivostok en janvier 1919 pour soutenir les forces américaines et japonaises dans la lutte contre l'Armée rouge bolchevique.
Il est vendu à la ferraille et démantelé en juin 1920.